# Cirolana lata
Cirolana lata är en kräftdjursart som beskrevs av William Aitcheson Haswell 1882. Cirolana lata ingår i släktet Cirolana och familjen Cirolanidae. Inga underarter finns listade i Catalogue of Life.